# Gianandrea Noseda
Gianandrea Noseda (Milán, 23 de abril de 1964) es un director italiano.  Estudió piano, composición y dirección en su ciudad natal, y siguió sus estudios de dirección con Donato Renzetti, Myung-whun Chung y Valeri Guérguiyev.

## Carrera musical
En 1994, Noseda ganó el Concurso Internacional de Dirección de Cadaqués y se convierte en director principal de la Orquesta de Cadaqués en el mismo año. En 1997 es nombrado director invitado principal en el Teatro Mariinski de San Petersburgo. También ha trabajado como director invitado principal de la Orquesta Filarmónica de Róterdam y director artístico de la Settimane Musicali di Stresa e del Lago Maggiore, en Italia. En 2001 es nombrado también director artístico del Festival de Stresa. 
El director destaca su vínculo con Valeri Gérgiev, a quien conoció en 1993 en la Accademia Musicale Chigiana de Siena: «Creo que ha sido uno de los encuentros más determinantes de mi carrera, pues en diez días aprendí más que en los tres años anteriores». Él lo llevó al Teatro Mariinski donde se convirtió en 1997 en principal director invitado. De esa época dice: “En San Petersburgo incrementé notablemente mi capacidad de trabajo. Hacíamos prácticamente una ópera diferente cada día y fueron unos años maravillosos en los que traté de entender la manera de pensar y de vivir peterburguesa. Todavía cuando dirijo alguna ópera rusa es para mí como regresar a aquellas vivencias”.
En el 2002 debuta en el Metropolitan Opera House de Nueva York con Guerra y Paz de Prokófiev con Dmitri Hvorostovsky y Anna Netrebko. En febrero de 2006 dirige allí La fuerza del destino de Verdi con Salvador Licitra, Samuel Ramey y Juan Pons. En 2009 dirige El trovador con Dolora Zajick, en el 2010 La traviata, en 2011 Lucia de Lammermoor con Diana Damrau y Rolando Villazón y en el 2012 Macbeth (ópera).
En diciembre de 2001, Noseda fue nombrado Director Principal de la Orquesta Filarmónica de la BBC y asumió el puesto en septiembre de 2002. En julio de 2003, Noseda extendió su contrato con la orquesta a 2008. Él y la BBC Philharmonic participaron en 2005, en un proyecto de la Radio BBC 3 en el cual hicieron interpretaciones en vivo, en Mánchester, de las nueve sinfonías de Beethoven que quedaron disponibles para su descarga. En octubre de 2006 Noseda extendió su contrato para otros dos años y su título fue cambiado a Director Jefe. Concluyó su periodo en la BBC Philharmonic después de la temporada 2010-2011 y ahora tiene el título de director laureado.
En 2007, Noseda se convierte en Director Musical del Teatro Regio di Torino. Hace su primera producción lírica como Director Musical en Turín en octubre de 2007 dirigiendo Falstaff de Verdi con Ruggero Raimondi y Barbara Frittoli e inaugura la Temporada 2007-2008 del Teatro Regio con el Réquiem de Verdi, en 2008, en febrero Salomé (ópera), en septiembre La bohème, en diciembre dirige por primera vez Thaïs (ópera) de Massenet, en 2009 La dama de picas Sinfonía n.º. 9 de Beethoven, La dama de picas de Chaikovski (ópera) con Anja Silja y música de Serguéi Rajmáninov en concierto con el Coro turinés y la BBC Philharmonic en Turín y en Stresa, Los Planetas de Holst, La traviata vista también en Loggione (programa televisivo) del Canal 5 y El pájaro de fuego de Stravinski (ballet), en el 2010 Manfred de Robert Schumann, Boris Godunov de Músorgski (ópera), en el 2011 Las vísperas sicilianas, la Sinfonía n.º. 8 de Mahler a Turín y al Sagra Musical Malatestiana de Rimini. En septiembre y octubre de 2011 la Orquesta y el maestro tocaron la integral de las Sinfonías de Beethoven en cuatro conciertos y en diciembre Fidelio. En 2012 Tosca (ópera) con Svetla Vassileva, Marcelo Álvarez, Lado Ataneli, Matteo Peirone que fue vista también en transmisión de la Rai Tres y El holandés errante y en 2013, en abril, Don Carlo con Ramón Vargas, llevado también al Teatro de los Campos Elíseos y en mayo Eugenio Onegin.
Gianandrea Noseda es también director invitado principal de la Orquesta Filarmónica de Israel desde mayo de 2011. En 2012 debuta al Ópera Estatal de Viena dirigiendo I vespri siciliani con Ferruccio Furlanetto. En 2013 en San Petersburgo dirige Las bodas de Fígaro y El tríptico, en Aix-en-Provence Rigoletto y en Verbier la Misa de Réquiem de Verdi.
En enero de 2016, Noseda fue nombrado director musical de la Orquesta Sinfónica Nacional de Estados Unidos en Washington. El mandato comenzará en la temporada 2017-18. En febrero de 2016 fue también nombrado uno de los dos directores invitados principales de la Orquesta Sinfónica de Londres, empezando en la temporada 2016-17 y planea ocuparse de ambos puestos simultáneamente.
Aclamado por la crítica como uno de los más firmes valores tanto en el terreno sinfónico como en el operístico, Gianandrea Noseda es un director deslumbrante y de gestualidad hipnótica que logra ejercer un control absoluto a las formaciones bajo su cargo.
Noseda ha dirigido varios registros con la BBC Philharmonic para el sello Chandos, de Serguéi Prokófiev, Luigi Dallapiccola (incluyendo el estreno mundial del registro de la Partita de Dallapiccola), Dvořák, Liszt, Karłowicz, Casella, Shostakovich, Rachmaninoff y Respighi. Ha dirigido las mayores orquestas sinfónicas en Estados Unidos (New York Philharmonic, Chicago Symphony, Pittsburgh Symphony, Philadelphia Orchestra, Cleveland Orchestra y Los Angeles Philharmonic), en Europa (London Symphony, Oslo Philharmonic, Swedish Radio Orquesta, Danish National Symphony Orchestra, Orquesta de París, Orquesta Nacional de Francia, DSO Berlín, Frankfurt Radio Symphony, Wiener Symphoniker, Wiener Philharmoniker) y en Japón (Tokyo Symphony, NHK Symphony).
Noseda ha sido distinguido con el honor de Cavaliere Ufficiale al Merito della Repubblica Italiana, por sus contribuciones a la vida artística de Italia.

## Discografía parcial
- Bocelli, Aria: The Opera Album, 1998 Philips
- Britten, War Requiem - Gianandrea Noseda/London Symphony Orchestra/Simon Keenlyside/Ian Bostridge/London Symphony Chorus/Choir of Eltham College/Sabina Cvilak, 2012 LSO
- Mozart, Arie - D'Arcangelo/Noseda/OTRT, 2010 Deutsche Grammophon
- Verdi, Arie - Rolando Villazón/Noseda/Orch. del Teatro Regio di Torino, 2012 Deutsche Grammophon
- Netrebko, Opera Arias - Noseda/WPO, 2003 Deutsche Grammophon
- Netrebko, The woman, the voice - Netrebko/Noseda/WPO, 2004 Deutsche Grammophon DVD
- Netrebko, Verdi - Anna Netrebko/Orchestra del Teatro Regio di Torino/Gianandrea Noseda, 2013 Deutsche Grammophon
- Liszt, Symphonic Poems, BBC Philharmonic Orchestra, Gianandrea Noseda, 2008 Chandos
- Smetana, Orchestral Music, BBC Philharmonic Orchestra, Gianandrea Noseda, 2009 Chandos